# Karol z Hesji-Kassel
Karol Hessen-Kassel (ur. 19 grudnia 1744 w Kassel, zm. 17 sierpnia 1836 w Louisenlund) – tytularny landgraf Hesji-Kassel, książę Hirschfeld, generał feldmarszałek duński, od 1767 gubernator duńskich księstw Szlezwiku i Holsztynu w latach 1769-1836.
Syn landgrafa Fryderyka II i Marii Hanowerskiej. Jego dziadkami byli: landgraf Wilhelm VIII i Dorota Wilhelmina Sachsen-Zeitz oraz król Wielkiej Brytanii Jerzy II Hanowerski i Karolina z Ansbachu
Jego ojciec, przyszły landgraf, przeszedł na katolicyzm zostawiając swoją rodzinę. Matka Karola otrzymała od teścia Hanau, gdzie mieszkała wraz z trzema synami. Wychowywani byli w religii protestanckiej. W 1756 roku rodzina przeniosła się do Danii, gdzie Maria opiekowała się niepełnoletnimi dziećmi swojej siostry Ludwiki, żony króla Danii Fryderyka V.
30 sierpnia 1766 ożenił się ze swoją kuzynką, księżniczką duńską Luizą. Para miała szóstkę dzieci:
- Marię Zofię (1767-1852) – żonę króla Danii Fryderyka VI
- Wilhelma (1769-1772)
- Fryderyka (1771-1845)
- Julianę (1773-1860)
- Chrystiana (1776-1814)
- Luizę Karolinę (1789-1867) – żonę księcia Fryderyka Wilhelma Schleswig-Holstein-Sonderburg-Glücksburg, matkę króla Danii Chrystiana IX, założyciela dynastii Glücksburg.

## Odznaczenia
- Krzyż Wielki Orderu Lwa Złotego (Hesja-Kassel)[2][3]
- Kawaler Orderu Zasługi Wojskowej (Hesja-Kassel)[2]
- Krzyż Wielki Orderu Ludwika (Wielkie Księstwo Hesji)[3]
- Kawaler Orderu Słonia (Dania, 1766)[1][3]
- Wielki Komandor Orderu Danebroga[1] (Dania, 1817)[4]
- Krzyż Srebrny Orderu Danebroga (Dania)[1]
- Order Wierności (Dania, 1759)[5]